# Le Club des Cinq (série télévisée, 1978)
Pour les articles homonymes, voir Club des cinq.
Le Club des Cinq (The Famous Five) est une série télévisée britannique en 26 épisodes de 25 minutes. Elle est une adaptation des œuvres d'Enid Blyton, et elle est diffusée entre le 3 juillet 1978 et le 8 août 1979 sur le réseau ITV.
En France, la série a été diffusée à partir du 22 décembre 1978 dans l’émission Les Visiteurs de Noël sur TF1.
Elle est ensuite rediffusée dans l’émission Croque Vacances sur TF1 et dans l’émission Éric et Compagnie en 1989 sur Antenne 2. Enfin, elle est programmée dans l’émission Éric et Toi et Moi de juillet à août 1990 sur Antenne 2. Au Québec à partir du 22 septembre 1979 à la Télévision de Radio-Canada, et rediffusée à partir du 2 septembre 1989 sur Canal Famille.

## Synopsis
Claudine Dorsel, qui préfère être appelée Claude, a onze ans et est un vrai garçon manqué au tempérament assez difficile et rebelle. Elle vit avec son père, un savant de grande renommée avec qui elle se dispute souvent, sa mère Cécile et leur chien, Dagobert. Un beau jour ses trois cousins Gauthier, qu'elle n'avait jamais rencontrés jusqu'à présent, arrivent à la maison pour les vacances : François (douze ans), Michel (ou Mick - onze ans) et Annie (dix ans). Les quatre enfants vont rapidement former un quatuor de détectives en herbe, aidés par Dagobert, le chien de Claude. Ce « Club des cinq » va vivre de nombreuses aventures durant leurs vacances communes : démasquer des bandits ou espions, retrouver des trésors et élucider des mystères.

## Distribution

### Les Cinq
- Michelle Gallagher (VF : Séverine Morisot) : Claudine « Claude » Dorsel (George en VO)
- Marcus Harris : François Gauthier (Julian Kirrin en VO)
- Gary Russell (VF : Morvan Salez) : Michel « Mick » Gauthier (Dick Kirrin en VO)
- Jennifer Thanisch (VF : Aurélia Bruno) : Annie Gauthier (Anne Kirrin en VO)
- Toddy Woodgate : Dagobert, le chien (Timmy en VO)

### Les autres
- Sue Best (VF : Anne Kerylen) : La tante Cécile, mère de Claude (Aunt Fanny Kirrin en VO)
- Michael Hinz (de) (VF : Jean-Louis Maury) : L'oncle Henri, père de Claude (Uncle Quentin Kirrin en VO)
- Friedrich von Thun (VF : Michel Gatineau) : Mr Rogers
- James Villiers (VF : Jean Berger) : Johnson
- Wayne Brooks (VF : Jackie Berger) : Thierry
- Jonathan Wilmott : Scotty ( saison 1 épisodes 4 et 5)

Doublage réalisé par le studio Synchro-mondiale, devenu Synchro France

## Production

### Développement
Le Club des cinq est une série de vingt et un livres écrits entre 1942 et 1963 par la romancière anglaise Enid Blyton (à qui l'on doit également Oui-Oui et Le Clan des Sept). Les livres ont paru en France aux éditions Hachette dans la collection la Bibliothèque rose. Des vingt et un livres, seuls deux titres n'ont pas été adaptés pour cette série télévisée de 1978 : Le Club des Cinq et le trésor de l'île (Five on a Treasure Island) et Le Club des Cinq et le secret du vieux puits (Five Have a Mystery to Solve).
Enyd Blyton a reconnu que le personnage de Claude était inspiré de sa propre adolescence, et les relations tendues de Claude avec son père sont celles que l'auteur a vécues avec son propre père[réf. nécessaire].

### Musique
La chanson du générique est chantée par les enfants de la chorale de la Corona Stage School et est composée par Rob Andrews sur des paroles de Les Spurr. Il existe deux génériques en anglais :
- Le premier générique est inversé par rapport au générique anglais : les personnages arrivent du côté droit. Il est également plus long, proposant un joli fondu d’image finissant sur le carton qui porte le titre anglais.
- Le second générique est également inversé par rapport au générique anglais : les personnages arrivent toujours du côté droit, mais cette fois-ci, le titre est traduit en français sur la dernière image (il n'y a plus de carton bleu).

Les musiques intérieures ne sont, contrairement à ce que l'on pourrait croire, pas de Rob Andrews. En effet, si le générique de fin stipule "Music by Rob Andrews", ce n'est absolument pas vrai. Les musiques instrumentales intérieures qui illustrent les scènes sont issues de deux catalogue d'illustrations musicales britanniques, Notamment KPM Music mais surtout Bruton Music. Ainsi on peut entendre de nombreux thèmes (près de 120) composés par Brian Bennett, Steve Gray, Keith Mansfield, John Cameron, John Scott, Alan Hawkshaw, Duncan Lamont, Andrew Jackman, Les Hurdle, Frank Ricotti, Richard Hill, Paul Martin, Francis Monkman. La plupart des morceaux entendus dans la série sont issus de l'album "Drama Montage" (BRJ2) et "Drama Montage vol 2" (BRJ8) de Brian Bennett.

### Fiche technique
- Titre original : The Famous Five
- Titre français : Le Club des Cinq
- Réalisation : Peter Duffell, Sidney Hayers, James Gatward, Don Leaver, Pat Jackson, Mike Connor et David Pick
- Scénario : Enid Blyton, Richard Sparks, Gail Renard, Gloria Tors et Richard Carpenter
- Musique du générique : Rob Andrews,
- Musiques : Brian Bennett, Keith Mansfield, Duncan Lamont, Steve Gray, John Scott, Alan Hawkshaw, Andrew Jackman, Les Hurdle, Frank Ricotti, Richard Hill, John Cameron, Paul Martin, Frank Reidy, Erik Allen, Francis Monkman
- Direction artistique : Fred Hole
- Décors : Robert Cartwright
- Costumes : [Qui ?]
- Photographie : Geoff Selling et Michael D. Smith
- Montage : Christopher Wentzell, Roderic Cooke, Mike Womersley et Michael Hunt
- Casting : Ann Fielden et Eileen Garstka
- Production : Don Leaver et James Gatward
- Sociétés de production : Southern Television ; Portman Productions (coproduction)
- Société de distribution : ITV
- Pays d'origine :  Royaume-Uni
- Langue originale : anglais
- Format : couleur - 1.33 : 1 - son Mono
- Genre : aventure, jeunesse, policière
- Durée : 25 minutes
- Dates de première diffusion :
  - Royaume-Uni : 3 juillet 1978
  - France : 21 décembre 1978

## Épisodes

### Première saison (1978)
1. Les Cinq dans l'île de Kernach - 1re partie (Five Go to Kirrin Island - Episode 1)
2. Les Cinq dans l'île de Kernach - 2e partie (Five Go to Kirrin Island - Episode 2)
3. Les Cinq repartent à l'aventure (Five Go Adventuring Again)
4. Les Cinq et la Tour du contrebandier - 1re partie (Five Go to Smuggler's Top - Episode 1)
5. Les Cinq et la Tour du contrebandier - 2e partie (Five Go to Smuggler's Top - Episode 2)
6. Les Cinq en roulotte (Five Go Off in a Caravan)
7. Les Cinq et le Train fantôme - 1re partie (Five Go Off to Camp - Episode 1)
8. Les Cinq et le Train fantôme - 2e partie (Five Go Off to Camp - Episode 2)
9. Les Cinq et la Jolie Jane (Five Go on a Hike Together)
10. Les Cinq et la Lande mystérieuse (Five Go to Mystery Moor)
11. Les Cinq et le Chemin secret (Five on a Secret Trail)
12. Les Cinq contre les espions (Five Go to Billycock Hill)
13. Les Cinq et le Trésor du château enfoui (Five Go to Finniston Farm)

### Deuxième saison (1979)
1. Les Cinq font du camping - 1re partie (Five Get into Trouble - Episode 1)
2. Les Cinq font du camping - 2e partie (Five Get into Trouble - Episode 2)
3. Les Cinq et les Vieilles Tours (Five Get into a Fix)
4. Les Cinq et les Saltimbanques - 1re partie (Five Are Together Again - Episode 1)
5. Les Cinq et les Saltimbanques - 2e partie (Five Are Together Again - Episode 2)
6. Les Cinq s'amusent bien (Five Have a Wonderful Time)
7. Les Cinq et les Tours rouges - 1re partie (Five Fall into Adventure - Episode 1)
8. Les Cinq et les Tours rouges - 2e partie (Five Fall into Adventure - Episode 2)
9. Les Cinq prennent la fuite (Five Run Away Together)
10. Les Cinq et le Cirque - 1re partie (Five Go to Demon's Rock - Episode 1)
11. Les Cinq et le Cirque - 2e partie (Five Go to Demon's Rock - Episode 2)
12. Les Cinq et l'Or des naufrageurs - 1re partie (Five Go Down to the Sea - Episode 1)
13. Les Cinq et l'Or des naufrageurs - 2e partie (Five Go Down to the Sea - Episode 2)

## Produits dérivés

### Sorties en DVD
- VHS
  - Le Club des cinq : 6 épisodes en coffret vert de 3 VHS - Éditeur : Citel Video
    - Le Club des cinq : 6 épisodes en coffret bleu 3 VHS (Vol.1 à 3) - Éditeur : Citel Vidéo

- DVD
  - Le Club des cinq : La série TV originale en coffret de 3 DVD - Saison 1 (13 épisodes)
  - Le Club des cinq : La série TV originale en coffret de 3 DVD - Saison 2 (13 épisodes)
  - Le Club des cinq : L'intégrale de la série en coffret de 6 DVD - Éditeur : Showshank Fims

### Séries télévisées
- 1957 : Five on a Treasure Island (8 épisodes en noir et blanc de 16 minutes), dans laquelle Enid Blyton s'impliqua fortement, choisissant elle-même le casting principal. Inédite en français.
- 1964 : Five Have a Mystery to Solve (6 épisodes en noir et blanc de 16 minutes). Inédite en français.
- 1996 : Le Club des Cinq (série télévisée, 1996)
- 2008 : Le Club des cinq : Nouvelles Enquêtes, une série de dessins animés

### Livres
Le Club des cinq a paru aux éditions Hachette dans la collection « Bibliothèque rose » à partir des années 1960.